# Sea of Love
Sea of Love is een Amerikaanse film van Harold Becker uit 1989. De film werd genomineerd voor een Golden Globe.

## Inhoud
Frank Keller is een politierechercheur. Hij is aan het einde van zijn carrière en verloor zijn vrouw aan een van zijn collega's. Op een dag krijgt hij de opdracht om een seriemoordenaar te vinden. Bij de slachtoffers zijn er enkele zaken die er op wijzen dat de dader hoogstwaarschijnlijk een vrouw is, rookt en haar mannelijke slachtoffers zoekt via contactadvertenties. Bovendien laat de dader ook steeds een plaat, het liedje Sea of Love, afspelen na de moorden. Om de mysterieuze moordenaar uit haar tent te lokken besluit Frank samen met zijn nieuwe collega Sherman om zelf een advertentie te plaatsen. Frank doet zich voor als een eenzame man, op zoek naar liefde en krijgt heel wat reacties.
Frank wordt verliefd op Helen Cruger, een van de vrouwen die reageerde op de advertentie, die later de hoofdverdachte wordt in de moordzaak die hij moet oplossen. Frank weet niet wat hij moet doen, de liefde van zijn leven op het spel zetten voor het oplossen van een moord of haar gewoon genadeloos inrekenen? Of wordt hij misschien zelf het volgende slachtoffer? Net wanneer Frank zijn beslissing lijkt genomen te hebben, wordt hij het slachtoffer van een moordaanslag. Tot zijn eigen verbazing is het niet Helen, maar wel haar ex-man Terry. Frank had zich dus heel de tijd vergist en ontdekt dat Terry de moordenaar is, maar tijd om na te denken is er niet. Tussen het tweetal komt het tot een dodelijke strijd...

## Rolverdeling
| Acteur          | Personage        |
| --------------- | ---------------- |
| Al Pacino       | Frank Keller     |
| Ellen Barkin    | Helen Cruger     |
| John Goodman    | Sherman Touhey   |
| Michael Rooker  | Terry Cruger     |
| William Hickey  | Frank Keller sr. |
| Richard Jenkins | Gruber           |
| John Spencer    | Hoofdinspecteur  |
| Michael O'Neill | Raymond Brown    |

## Golden Globe
- Best Actor in Motion Picture, Drama - Al Pacino (nominatie)

## Trivia
- Het nummer Sea of Love van Phil Phillips is verschillende keren te horen gedurende de film. Aan het einde van de film is het nummer opnieuw te horen, maar dan gecoverd door Tom Waits.
- Ellen Barkin en Al Pacino spelen ook in Ocean's Thirteen aan elkaars zijde.
- Het script werd geschreven met in het achterhoofd Dustin Hoffman in de hoofdrol. Maar Hoffman wilde te veel veranderingen doorvoeren en dus koos men uiteindelijk voor Pacino.
- Harold Becker en Pacino werken ook samen aan City Hall uit 1996.